# Ferrari 330TRI

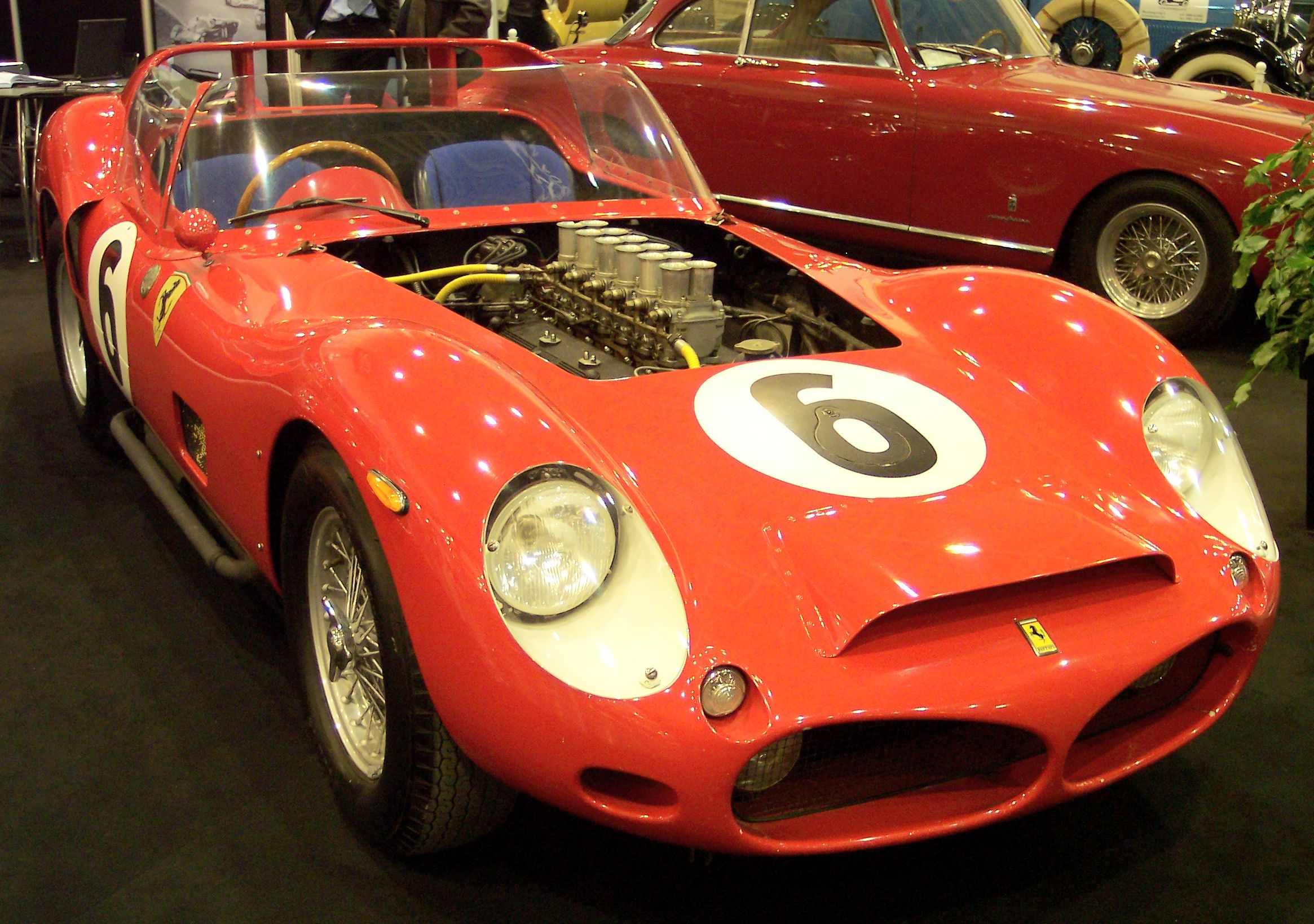
Ferrari 330TRI, der Siegerwagen von Phil Hill und Olivier Gendebien beim 24-Stunden-Rennen von Le Mans 1962

Der Ferrari 330TRI war ein Rennsportwagen, den die Techniker der Scuderia Ferrari 1962 für Sportwagenrennen entwickelten.

## Hintergrund und Technik
Der 330TRI war der letzte Testa-Rossa-Ferrari. Der Bau des Rennwagens war ein Rückblick auf den Ferrari-Rennwagenbau der 1950er-Jahre. Mit dem Ferrari Dino 246SP hatte das Konzept des Mittelmotors in Maranello Einzug gehalten. Der 330TRI hatte aber noch einmal einen Frontmotor. Das Fahrgestell wurde von einem 250TRI übernommen. Aus Fahrgestell-Nummer 0780 wurde 0808.
Der Wagen hatte einen 4-Liter-Motor und eine Spider-Karosserie, die bei Fantuzzi gefertigt wurde. Der Motorblock wurde aus dem Ferrari 400 Superamerica übernommen und für den Rennsport adaptiert. Die Zylinderköpfe, Kolben, der Ventilantrieb und die Trockensumpfschmierung wurden aus dem 250 Testa Rossa übernommen. Die Leistung wurde mit 390 PS angegeben. Der Motor wurde leicht schräg nach links versetzt eingebaut, weshalb der Rohrrahmen auf einen Radstand von 2420 mm verlängert werden musste. Die hinteren Bremsscheiben waren direkt an Getriebe- und Differential angeordnet.

## Renngeschichte
Die Werksmannschaft von Ferrari setzte den 330TRI nur ein einziges Mal ein; beim 24-Stunden-Rennen von Le Mans 1962. Das Rennen endete mit einem deutlichen Sieg des 330TRI, gefahren von Phil Hill und Olivier Gendebien. Gendebien erklärte nach dem Rennen und seinem vierten Le-Mans-Gesamtsieg den Rücktritt vom aktiven Rennsport. Nach dem Le-Mans-Sieg wurde der Wagen an das North American Racing Team von Luigi Chinetti verkauft. Pedro Rodríguez wurde damit 1962 Zweiter beim Großen Preis von Kanada. Diese Platzierung erreichte auch Masten Gregory bei der Preliminary Governor's Trophy. Am Ende des Jahres siegte Rodríguez beim 400-km-Rennen von Bridgehampton, einem Lauf zur Sportwagen-Weltmeisterschaft 1962.
Die letzten beiden Renneinsätze hatte der Wagen 1963 in der Sportwagen-Weltmeisterschaft. Beim 12-Stunden-Rennen von Sebring erreichten Pedro Rodríguez und Graham Hill den dritten Gesamtrang; Rückstand zwei Runden auf den siegreichen Werks-Ferrari 250P von John Surtees und Ludovico Scarfiotti. Beim 24-Stunden-Rennen von Le Mans schieden Rodríguez und Roger Penske nach einem Unfall aus.

## Verbleib
Seit 2007 befindet sich der Wagen im Besitz des argentinischen Unternehmers Gregorio Pérez Companc.